# غوردون كريستيان
غوردون كريستيان (بالإنجليزية: Gordon Christian)‏ هو لاعب هوكي الجليد أمريكي، ولد في 21 نوفمبر 1927 في وورود في الولايات المتحدة، وتوفي في 2 يونيو 2017 في غراند فوركس في الولايات المتحدة.

## وصلات خارجية
- غوردون كريستيان على موقع EliteProspects.com (الإنجليزية)
- غوردون كريستيان على موقع HockeyDB.com (الإنجليزية)
- غوردون كريستيان على موقع اللجنة الأولمبية الدولية (الإنجليزية)
- غوردون كريستيان على موقع أوليمبيديا (الإنجليزية)